# 人工智慧基本法草案
人工智慧基本法草案，是中華民國行政院召開數位政策法制平台跨部會議，預計2024年由中華民國國家科學及技術委員會推出的草案，包括AI法律名詞定義、隱私保護、風險管控、以及倫理原則規範等7個面向。
目前在國科會提出法律草案前先推出的「行政院及所屬機關（構）使用生成式AI參考指引」，內容包括：生成式AI之定義、可能風險，以及使用生成式AI的態度及原則。

## 起源
人工智慧發展快速，應用涉及各行各業與社會，考量各國立法尚未具共識，中華民國行政院評估短期內國內法律與創新需同步衡量，在立法之前以指引先行，由多個法制專案小組提早因應科技帶來的衝擊。2023年10月03日函頒「行政院及所屬機關（構）使用生成式AI參考指引」內容包括：生成式AI之定義、可能風險，以及使用生成式AI的態度及原則。

## 內容

### 「行政院及所屬機關（構）使用生成式AI參考指引」
- 製作機密文書應由業務承辦人親自撰寫，禁止使用生成式AI；各機關使用生成式AI作為執行業務或提供服務輔助工具時，應適當揭露。
- 業務承辧人不得向生成式AI提供涉及公務應保密、個人及未經機關（構）同意公開的資訊，也不得向生成式AI詢問可能涉及機密業務或個人資料之問題；
- 使用生成式AI應遵守資通安全、個人資料保護、著作權與相關資訊使用規定，並注意其侵害智慧財產權與人格權之可能性。
- 生成式AI產出之資訊，須由業務承辦人就其風險進行客觀且專業之最終判斷，不得取代業務承辦人之自主思維、創造力及人際互動[4]。

## 相關概念議題與世界趨勢
在同時要保持廠商跟學術界科技創新活力、保障使用者人權、個資、保護使用者自由意志不被操弄，依照人工智慧的風險程度分級管理，提供足夠的人工監督是有必要的。甚至要教育使用者應該只能將人工智慧視為整理思緒的工具而非情緒支柱。例如：
- 聊天機器人軟體應用在心理需求-虛擬情人

世界衛生組織(WHO)把孤獨列為全球公共衛生危機，孤獨感以及缺乏社交連結等需求促使專門提供陪伴的聊天機器人等應用程式在美國、中國、歐洲市場推陳出新。這些虛擬情人能按使用者需求客製外型、個性、聲音，使用者甚至發展出一段感情。由於過程會收集使用者語音檔案、醫療健康狀態、性認同與性傾向資訊，但目前廠商並沒有自律機制說明將如何利用使用者資訊、資料是否會轉賣給廣告商或被用來投放詐騙資訊、投放認知領域作戰影響輿論的參考標準、極權國家政府會因國家安全或維穩當理由要求廠商提供資訊用以監控政治思想犯。

## 立法歷程
2023年7月8日，中華民國行政院副院長鄭文燦出席AWS（亞馬遜網路服務公司）年度新創大會時表示，預計2023年9月：「臺灣會推出AI的基本法(草案)，包括AI法制，AI的倫理規範，AI產業促進的原則。未來我們的個資保護會有個獨立監理的機制，那AI會造成這個虛實或真假難辨，所以我們在這方面，可能也要有相當的機制。因應AI的大的時代來臨。」
2023年8月，確定草案難產，公告與美國相同採取指引先行。10月3日，函頒「行政院及所屬機關（構）使用生成式AI參考指引」。
2023年10月8日，行政院法制政務委員羅秉成受訪表示希望在卸任前能夠將AI基本法順利推出。